# Crateranthus
Genre
Crateranthus est un genre de plantes à fleurs de la famille des Lecythidaceae.

## Liste d'espèces
Selon The Plant List (29 septembre 2017) :
- Crateranthus congolensis Lecomte
- Crateranthus le-testui Lecomte
- Crateranthus talbotii Baker f.

Selon Tropicos (29 septembre 2017) (Attention liste brute contenant possiblement des synonymes) :
- Crateranthus congolensis Lecomte
- Crateranthus le-testui Lecomte
- Crateranthus talbotii Baker f.

### Autres espèces
- Crateranthus cameroonensis Cheek & Prance, sp. nov. (2015)